# Oschtblock Kuabuaba
Oschtblock Kuabuaba oder auch OBK nennt sich eine achtköpfige Hip-Hop-Band aus Graubünden. Die Mitglieder sind Gimma, Lou Geniuz, Sir Beni Styles, Orange, Ali de Bengali, LIV, Cigi und DJ Fat Freedom.

## Geschichte
OBK wurde im Jahre 1996 von Gimma, Ali de Bengali, Damos, Hyphen und DJ Chronex gegründet. Die Besetzung änderte sich in den folgenden zehn Jahren, so dass von der ursprünglichen Gruppe nur Gimma und Ali übrig geblieben sind. Neu hinzugestossen sind unter anderem der ehemalige Schweizermeister im Freestyle-Rap, LIV, Cigi und der Rapper Orange von der Band Liricas Analas.
Die fidelen Oschtblock Kuabuaba rappen in drei verschiedenen Sprachen: Bündnerdeutsch, Italienisch und Rätoromanisch. Im März 2008 startete Hueremichi OBK TV, eine monatlich erscheinende Doku-Soap, über die Oschtblock Kuabuaba. Am 9. Mai 2008 wurde die Single und das Video Feria in Guantanamo veröffentlicht. Am 23. folgte das Album America is Back.

## Diskografie
- 2001: Pump dä Scheiss uf (Vinyl-EP)
- 2004: Neu: D'Wohrheit! (Album)
- 2006: No meh Wohrheit (Limitiertes Mixalbum)
- 2008: America is Back (Album)
- 2008: Feria in Guantanamo (Single)
- 2008: Viva la Grischa (Single, feat. Trio Eugster)
- 2010: Dr Staibock het dr Bär verschossa (Freetrack)